# 数家直樹
数家 直樹（かずいえ なおき、1965年2月15日 - ）は、北日本放送のアナウンサー、解説委員。

## 来歴・人物
- 富山県下新川郡朝日町出身。富山県立桜井高等学校を経て立教大学文学部教育学科卒業後、1988年に北日本放送に入社。
- 主に夕方のニュース番組のキャスターを務めている。
- 2014年、3回目の受験で気象予報士の資格を取得した。

## 出演

### 現在

#### テレビ
- いっちゃん☆KNB（18時台、2007年4月2日 - 2022年4月1日）
  - 金曜・解説委員担当（2022年4月8日 - ）

### テレビ
- KNBニュースプラス1
- ズームイン!!朝!
- ビバ!クイズ

### ラジオ
- どれみふぁ経済
- かずいえなおき朝市RADIO

など